# 瓦尔克穆萨国家公园
瓦尔克穆萨国家公园（芬蘭語：Valkmusan kansallispuisto）是芬蘭的一處國家公園，位於屈米河谷区。沃克穆薩國家公園成立於1996年，面積17平方（6.6平方英里）。